# Meg Bennett
Margaret „Meg” Bennett (ur. 4 października 1948 w Los Angeles, zm. 11 kwietnia 2024) – amerykańska aktorka i scenarzystka.
W latach 1972–1980 występowała na Broadwayu jako Marty w musicalu Grease.

## Filmografia
Scenarzystka
- od 1973: Żar młodości (The Young and the Restless)
- 1984-1993: Santa Barbara
- od 1987: Moda na sukces (The Bold and the Beautiful)

Obsada aktorska
- 1980-1984, 1986, 2002: Żar młodości (Young and the Restless, The) jako Julia Newman
- 1974-1977: Search for Tomorrow jako Liza Walton Kaslo Sentell Kendall #3